# Sarcoglottis depinctrix
Sarcoglottis depinctrix là một loài thực vật có hoa trong họ Lan. Loài này được Christenson & Toscano mô tả khoa học đầu tiên năm 2000.